# EconTalk
EconTalk ist ein im März 2006 angelaufener, wöchentlicher, ungefähr einstündiger Podcast, in dem Russell Roberts Ökonomen (unter ihnen mehrere Nobelpreisträger) interviewt und mit ihnen über wirtschaftswissenschaftliche Themen diskutiert.
EconTalk belegte beim größten Weblog-Wettbewerb, den „Weblog Awards“, in den Jahren 2006 und 2007 den zweiten Platz in der Kategorie Podcast und 2008 den ersten Platz. EconTalk wird von der Library of Economics and Liberty getragen, die vom Liberty Fund gesponsert wird.

## Themen
EconTalk beschäftigt sich mit der Ökonomik des Tagesgeschehens, mit Märkten, der Weltwirtschaftskrise, dem Freihandel, und alltäglichen Entscheidungen. Zu den Themen gehören unter anderem Schule, Gesundheit, Betriebswirtschaft, Finanzwirtschaft, Arbeitsmarkt, Politik, Buchbesprechungen, und Familie.